# Bataille de Grodno
Seconde Guerre mondiale
Batailles
Campagne de Pologne :
- Ultimatum allemand
- Ordre de bataille
- Opération Himmler
- Plan Pékin
- Plan Worek
- Baie de Dantzig
- Défense de la poste centrale de Dantzig
- Westerplatte
- Grudziądz
- Mokra
- Węgierska Górka
- Krojanty
- Forêt de Tuchola
- Borowa Góra
- Wizna
- La Bzura
- Hel
- Jarosław
- Brest-Litovsk
- Tête de pont roumaine
- Invasion soviétique
- Lwów
- Modlin
- Tomaszów Lubelski
- Grodno
- Krasnobród
- Wilno
- Varsovie
- Szack
- Wytyczno
- Kock

La bataille de Grodno est un affrontement s'étant déroulé entre le 20 et le 22 septembre 1939, lors de l'invasion soviétique de la Pologne, au début de la Seconde Guerre mondiale. Elle oppose des unités polonaises improvisées sous le commandement du général Wacław Przeździecki (en) aux troupes de l'Armée rouge soviétique du général Ivan Boldine, dans un contexte d'accord de non-agression avec l'Allemagne nazie comme convenu dans le pacte Ribbentrop-Molotov.

## Forces en présence

### Pologne
Le groupe de défense de Grodno du général Wacław Przeździecki (en) comprend la brigade de cavalerie Wołkowysk d'Edmund Heldut-Tarnasiewicz (en), le 32e groupe de reconnaissance blindé de Stanisław Szostak (en) et la 94e batterie d'artillerie.

### Union soviétique
Le groupe mécanisé de cavalerie Dzerzhinsky du général Ivan Boldine comprenait le 6e corps de cavalerie (4e, 6e et 11e divisions de cavalerie), le 5e corps de fusiliers (4e et 13e divisions de fusiliers) et le 15e corps de chars. Le 15e corps de chars, commandé par Mikhaïl Petrov (en), comprend la 2e brigade de chars du colonel général Alexeï Kourkine (en), la 27e brigade de chars du colonel Ivan Iouchtchouk et la 20e brigade de fusiliers motorisés et de mitrailleuses du colonel Berdnikov. Les troupes soviétiques comprennent également la 21e brigade blindée.

## La bataille

Carte montrant les formations de chars soviétiques progressant dans l’est de la Pologne.

Mal équipés, sous-équipés et dépourvus d'artillerie antichar, les défenseurs polonais s’appuient principalement sur des moyens antichar improvisés tels que des bouteilles d'essence ou de térébenthine, des tirs d'armes légères et des obstacles antichar. Le 20 septembre, les chars de la 27e brigade de chars légers soviétiques du 15e corps de chars atteignent la périphérie de la ville. Bien que supérieures numériquement et techniquement, les forces soviétiques manquent de soutien d'infanterie et de pétrole, provoquant la panne de nombreux chars. De plus, les équipages n'ont aucune expérience de la guerre urbaine, ce qui constitue une aide significative pour les défenseurs.
Les Soviétiques tentent de s'emparer de la ville par le sud en passant par le pont sur le fleuve Niémen. Cependant, l’assaut initial est repoussé. Au petit matin du 21 septembre, les défenseurs sont rejoints par les restes de la brigade de cavalerie de réserve de Wołkowysk sous le commandement du général de brigade Wacław Przeździecki (en). Après deux jours de violents combats, souvent rapprochés, une grande partie du centre-ville est détruite par l'artillerie soviétique. Ne pouvant tenir la ligne de défense, le reste des forces polonaises se replie le 22 septembre vers la frontière lituanienne. Selon des sources soviétiques, l'Armée rouge dénombre 57 morts et 159 blessés. Cependant, selon les historiens polonais Andrzej Kunert (en) et Zygmunt Walkowski, l'Armée rouge compte environ 800 morts, disparus ou blessés, ainsi que 19 chars et quatre véhicules blindés détruits.
Les pertes polonaises, tant civiles que militaires, restent inconnues, bien que les archives soviétiques fassent état de 644 tués et 1 543 capturés (66 officiers et 1 477 soldats). Les troupes soviétiques rapportent la capture de 514 canons, 146 mitrailleuses, un mortier et un canon antiaérien.
Une victime notable du côté polonais est Tadeusz Jasiński (en), 15 ans, photographié en train de lancer un cocktail Molotov et utilisé comme bouclier humain par les Soviétiques, en étant attaché à un char.

## Conséquences
Après la bataille, les forces restantes de la brigade de cavalerie de Wołkowysk percent les lignes du bataillon de reconnaissance de la 2e brigade de chars légers lors de la bataille de Kodziowce (en), avant de se diriger vers la forêt d'Augustów.
Environ 300 défenseurs polonais de la ville, dont des adolescents, ont été assassinés par les Soviétiques après la bataille.
Les victimes étaient à la fois des étudiants (20) et des soldats (30) polonais ainsi qu'un nombre indéterminé de civils. Les Polonais furent jugés par la justice soviétique pour leur participation à la défense de la ville, accusés de participation au mouvement de résistance armée contre l'Armée rouge et condamnés.